# Charles Chauncy
Charles Chauncy, baptisé le 5 novembre 1592 et mort le 19 février 1672, est un ecclésiastique anglo-américain, éducateur et, accessoirement, médecin.

## Biographie
Charles Chauncy naît à Ardeley dans le Hertfordshire en Angleterre. Le village est alors connu sous le nom de Yardley. Le manoir appartient au Dean and Chapter of St Paul's, qui loue le manoir (une propriété entourée de douves appelée « Ardeley Bury ») et les terres domaniales à la famille Chauncy.
Il étudie à la Westminster School puis au Trinity College de Cambridge  où il enseigne ensuite le grec. En 1627, le collège s'arrange pour qu'il soit nommé vicaire de l'église St Mary's, à Ware. En 1633, il quitte Ware pour devenir vicaire de Marston St. Lawrence. Dans ces deux paroisses, il fait l'objet de procédures disciplinaires en raison de ses opinions puritaines notamment son opposition aux rails de communion.
Il émigre en Amérique en 1637. Il prêche à Plymouth jusqu'en 1641, puis à Scituate où, dit Mather, « il resta trois ans et trois fois trois ans, cultivant la vigne du Seigneur ». Il est nommé président du Harvard College en 1654. Il  occupe cette fonction jusqu'à sa mort en 1671. Parmi ses descendants figure également le gouverneur du Connecticut et membre du Temple de la renommée du baseball, Morgan Bulkeley. Outre un certain nombre de sermons, Charles Chauncy publie The Doctrine of the Sacrament, with the Right Use Thereof (1642) ; The Plain Doctrine of the Justification of a Sinner in the Sight of God (1659), un recueil de 26 sermons ; et Antisynodalia Scripta Americana (1662).
Pendant son séjour à Plymouth et Scituate, Charles Chauncy s'engage dans un débat animé avec les dirigeants religieux et laïques de la colonie de Plymouth sur la question du baptême. Charles Chauncy enseigne que seul le baptême par immersion totale est valide, tandis que les anciens séparatistes enseignent que l'aspersion d'eau sur le corps est tout aussi valide. La méthode d'aspersion du baptême est préférée en Nouvelle-Angleterre en raison de son climat plus froid et plus rude. Les chefs religieux de la colonie de Plymouth organisent des débats publics pour tenter de convaincre Charles Chauncy de changer d'avis. Charles Chauncy ne changeant toujours pas d'avis, les dirigeants des Pèlerins écrivent aux congrégations de Boston et de New Haven pour leur demander leur avis, et toutes les congrégations répondent que les deux formes de baptême sont valables. Charles Chauncy ne change pas pour autant ses enseignements. C'est à cause de cette question que Charles Chauncy quitte Plymouth pour Scituate en 1641. Un an après son arrivée à Scituate, Charles Chauncy a l'occasion de mettre en pratique ce qu'il prêche, lorsqu'il baptise publiquement ses fils jumeaux par immersion totale. Le plan se retourne contre lui lorsque l'un de ses fils s'évanouit après avoir été plongé dans l'eau. La mère de l'enfant qui est censé être baptisé au même moment refuse de se laisser faire et, selon John Winthrop, s'empare de Charles Chauncy et le "tire presque dans l'eau". Lorsque Charles Chauncy est engagé comme président de Harvard, il doit promettre aux dirigeants de Boston qu'il taira ses opinions sur le baptême.
Il meurt le 19 février 1672 et est inhumé à New Cambridge.

### Famille
Charles Chauncy épouse à Ware le 17 mars 1630 Catherine, fille de Robert Eyre, avocat, de Salisbury, Wiltshire. D'elle, qui meurt le 24 janvier 1668, à l'âge de 66 ans, il a six fils, tous élevés pour le ministère et diplômés de Harvard, et deux filles.
Son arrière-petit-fils s'appelle également Charles Chauncy (1705-1787), ministre de la Première Église (congrégationaliste) de Boston 1727-1787, un opposant de la Vieille Lumière à Jonathan Edwards et aux ministres de la Nouvelle Lumière du Grand Réveil, et un précurseur de l'Unitarisme.
Sir Henry Chauncy (en) (1632-1719), l'historien, était son petit-neveu.